# Toronto
För andra betydelser, se Toronto (olika betydelser).

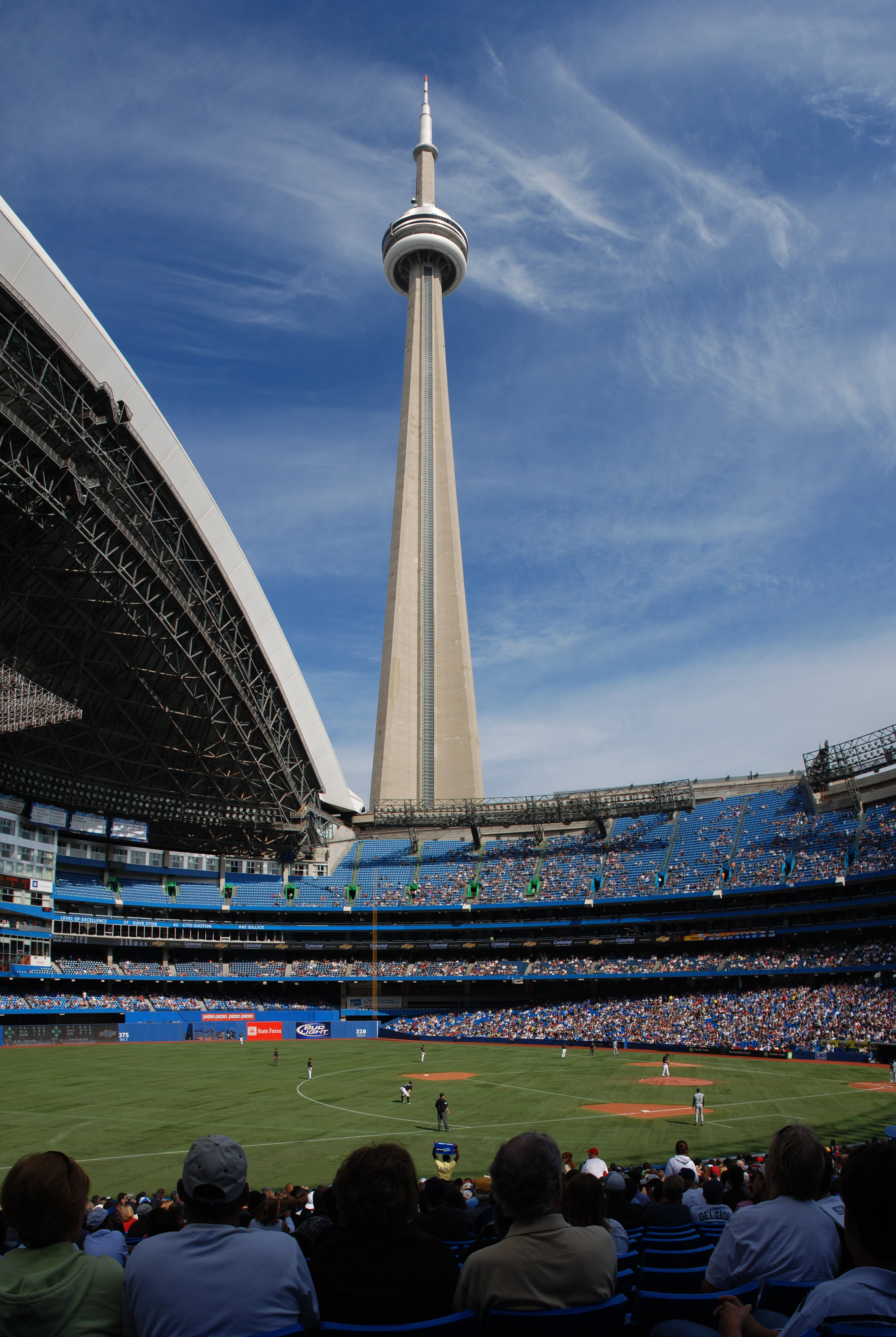
CN Tower

Toronto är den största staden i Kanada och provinshuvudstad i Ontario. 2021 hade Toronto 2 794 356 invånare och totalt 6 202 225 i storstadsregionen. Staden är ett av de viktigaste finans- och handelcentrumen i Kanada och Nordamerika. Staden har mer än 80 etniska tillhörigheter och över 100 skilda språk, vilket även gör staden till en av de mest multikulturella i världen.
Fram till 1970-talet var Toronto Kanadas näst största stad, efter Montréal. Torontos ekonomiska tillväxt stärktes av Saint Lawrence Seaway 1959 vilket gjorde det möjligt för större skepp att ta sig till de Stora sjöarna.
I Toronto finns världens näst högsta fristående byggnad CN Tower.

## Historia
Den första europeiska närvaron i Toronto etablerades av franska handelsmän vid Fort Rouillé år 1750. Den första stora inströmningen av européer var av lojalister som flydde den amerikanska revolutionen under mitten till slutet av 1780-talet. Toronto växte sakta under de kommande åren och användes av britterna främst som en krigsbas. När viceguvernören John Graves Simcoe flyttade huvudstaden i Upper Canada från Newark till Toronto år 1793 döpte han om staden till York. Runt sekelskiftet 1800 var staden fortfarande mycket liten, mindre än Kingston, och hade troligtvis inte mer än ca hundra invånare. York erövrades av amerikanerna under 1812 års krig. Stadens kapitulation, som framförhandlades av John Strachan, ledde till att stadens främsta byggnader brändes ner av amerikanska soldater. Efter kriget växte staden fortare vilket höll i sig under 1800-talet då det blev en av huvuddestinationerna för immigranter till Kanada. Den 6 mars 1834 tog staden York tillbaka namnet Toronto. Stadens bebyggelse blev hjälpt av gasdrivna gatulampor och kloaker. Staden växte ännu snabbare när den länkades med järnväg till övre Stora sjöarna år 1854. Under 1870-talet nådde industrialiseringen staden och hjälpte Toronto att försäkra sin plats som en huvudort i den nya kanadensiska konfederationen. Under den andra halvan av 1900-talet strömmade immigranter in i staden, och efter 1970 gick staden om Montréal som Kanadas mest folkrika stad. Under denna tid gick stadens banker och växelkontor om dem i Montréal. 

## Geografi och klimat
Staden Toronto täcker en area på 631,10 km² och avgränsas av Ontariosjön i söder, Etobicoke Creek och Highway 427 i väst, Steeles Avenue i norr och Rouge River i öst. Förutom Etobicoke Creek och Rough River, skärs staden av de två största floderna och deras biflöden, Humberfloden i väst och Don River strax öster om stadskärnan. Flodravinerna är skyddade och utgör centralt belägna skogsområden för rekreation. Toronto är en rutnätsstad, men många av de öst-västliga gatorna avbryts av ravinerna, bland annat de stora genomfarterna Finch Avenue, Leslie Street, Lawrence Avenue, St. Clair Avenue och Keele Street. Många andra som Bloor Street–Danforth Avenue kräver stora broar för att komma över de stora ravinerna.
Torontos klimat är dämpat av den sydliga belägenheten i Kanada vid Ontariosjön; klimatet är bland de mildaste i hela Kanada öster om Klippiga bergen. Det dagliga vädret är mycket varierande, speciellt under vintermånaderna. Milda perioder inträffar ofta under vintern (temperaturer som ändras mellan 5 och 10 °C, fast varmare är inte ovanligt) vilket gör att snön smälter på marken. Därför finns det även under vintern snöfria perioder. Det är vanligtvis två eller tre riktigt kalla perioder varje år, där de högsta temperaturerna ligger mellan –10 °C och –20 °C, och de lägsta kan nå ner till –30 °C, vilket ofta inträffar i samband med vindar. Den lägsta temperaturen någonsin registrerades vid Toronto Pearson International Airport och var –31,3 °C den 4 januari 1981, och den kallaste vindkylan var –44,7 °C samma dag. Medeltemperaturen i januari är som högst –2,1 °C och den lägsta är –10,5 °C. Inne i stadscentrum är medeltemperaturen –7,3°C.

## Ekonomi och kommunikationer

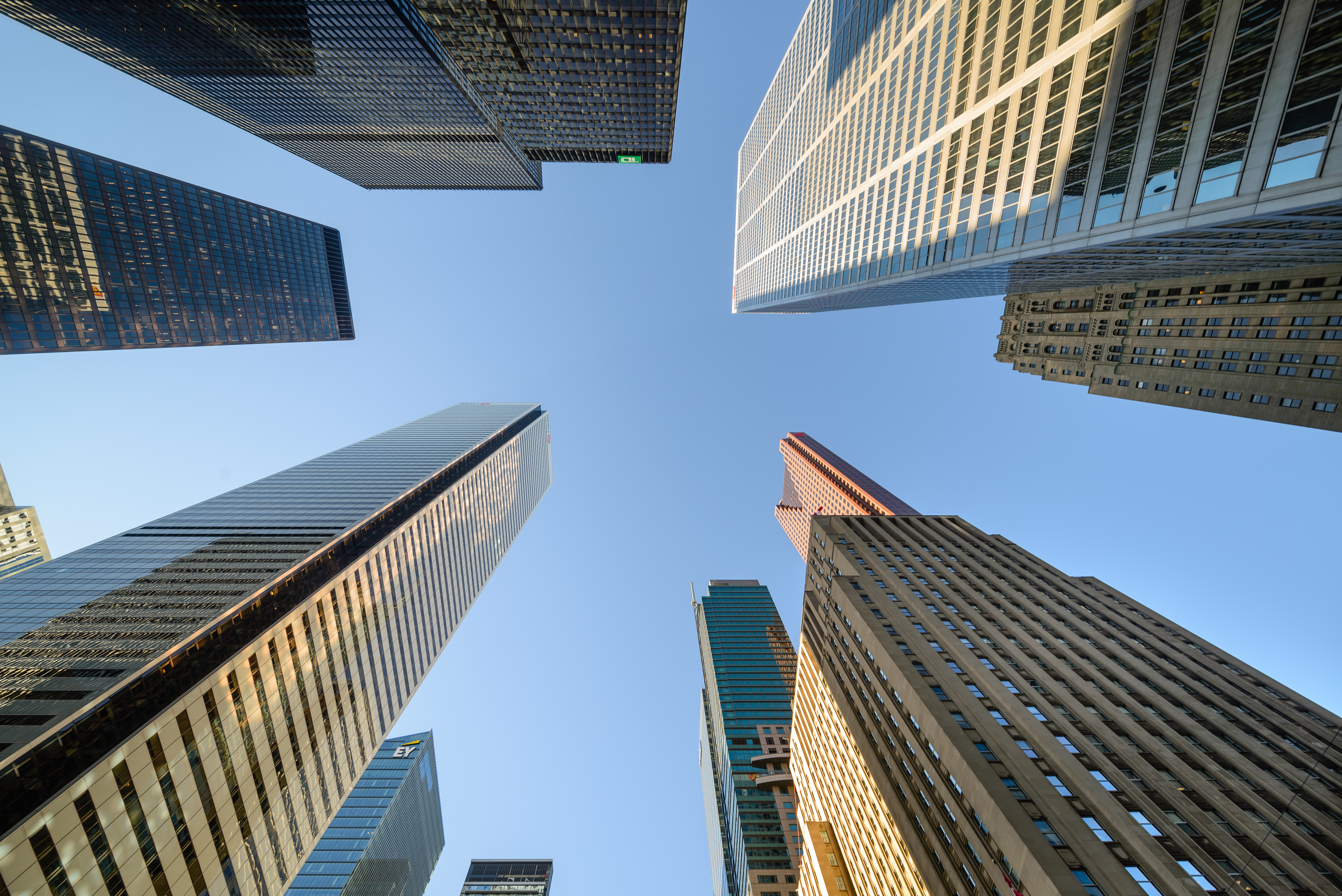
Korsningen av Bay street och King Street rymmer Kanadas tre högsta skyskrapor och kontor åt flera av landets största banker.

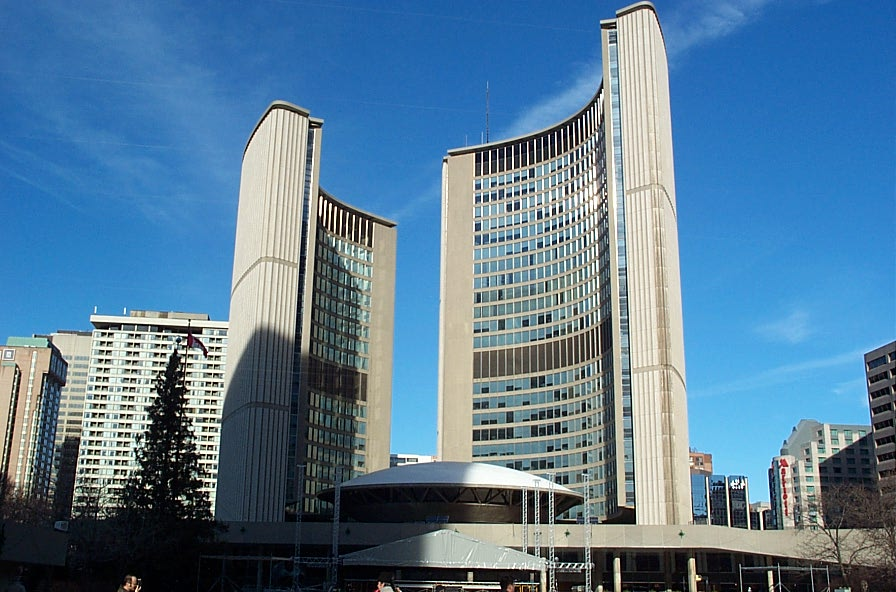
Toronto City Hall, stadshuset.

Toronto är ett kommersiellt, distributionellt, finansiellt och industriellt centrum. Staden är bank- och växlingcentrum i landet, och är Kanadas främsta grosshandels- och distributionsplats. Dess betydelse som hamn ökade efter öppnandet av Saint Lawrence Seaway, men har sedan avsmalningen har hamnen blivit obrukbar. Ontarios rikedom på råmaterial och vattenkraft har gjort Toronto till en ledande industristad.
Fram till 1970-talet hade Toronto den näst största ekonomin i Kanada, efter den Montréal. Den ekonomiska tillväxten i Toronto stimulerades främst av den politiska instabiliteten i provinsen Québec, kombinerat med utvecklingen av den automatiserade industrin, exploateringen av de stora mineralresurserna i inlandet och byggandet av Saint Lawrence Seaway år 1959, vilket tillät skepp åka till Stora sjöarna från Atlanten via Montréal.
Som företagsstad och finansiell huvudstad är Toronto ett av världens största finansiella centrum. I staden finns Toronto Stock Exchange (TSX), den tredje största börsen i Nordamerika, och den sjätte största i världen. TSX har lett Nordamerikas börser genom att vara den andra att handla elektroniskt och den första som själv börsnoterades; under det senaste årtiondet, har den även gått om flera stora börser i världen. Torontos finansiella industri är baserad i Bay Street, landets motsvarighet till Wall Street i New York.

### Transport

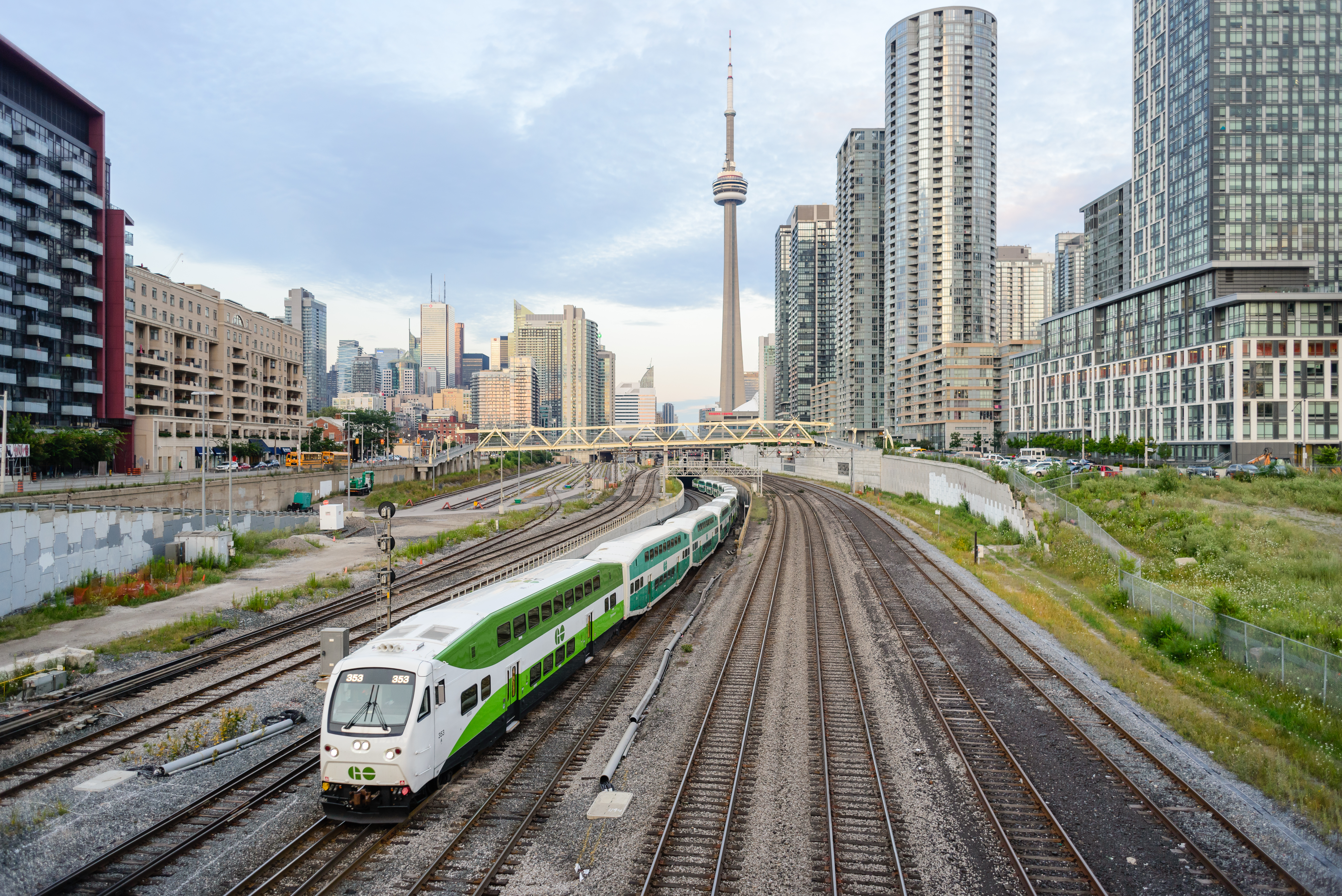
Ett GO-tåg lämnar Torontos centralstation med CN Tower och Torontos finansdistrikt i bakgrunden.

Toronto har Nordamerikas tredje största kollektivtrafiksystem (mätt i antal resenärer) efter New York och Mexico City. 
Kanadas viktigaste flygplats, Toronto Pearson International Airport (YYZ), ligger på stadens västra gräns mot Mississauga. Staden har också en mindre trafikflygplats, kallad Toronto City Centre Airport (oftast kallad Island Airport) belägen på Toronto Islands som mestadels har inrikesflyg och ett fåtal linjer till ett fåtal närliggande större städer i USA.
Ontarios provinsregering sköter den regionala tåg- och busstrafiken i storstadsområdet genom företaget GO Transit som kopplar samman Union Station med närliggande städer och förorter. 38 tåg på sju tåglinjer kör 179 turer, och kör över 160 000 passagerare varje dag. Utöver till tågtrafiken finns det 288 busslinjer som kör runt och utanför staden. Stadsägda Toronto Transit Commission (TTC) sköter kollektivtrafiken i staden. Ryggraden i kollektivtrafiken är stadens tunnelbana, som inkluderar den U-formade norr-söder Yonge-University-Spadina-linjen, den öst-västliga Bloor-Danforth-linjen, den öst-västliga Sheppard-linjen i norr, samt Scarborough RT-linjen som går genom den östra delen av staden (Scarborough). TTC sköter också ett stort nätverk av bussar och spårvagnstrafik (streetcars).

## Demografi

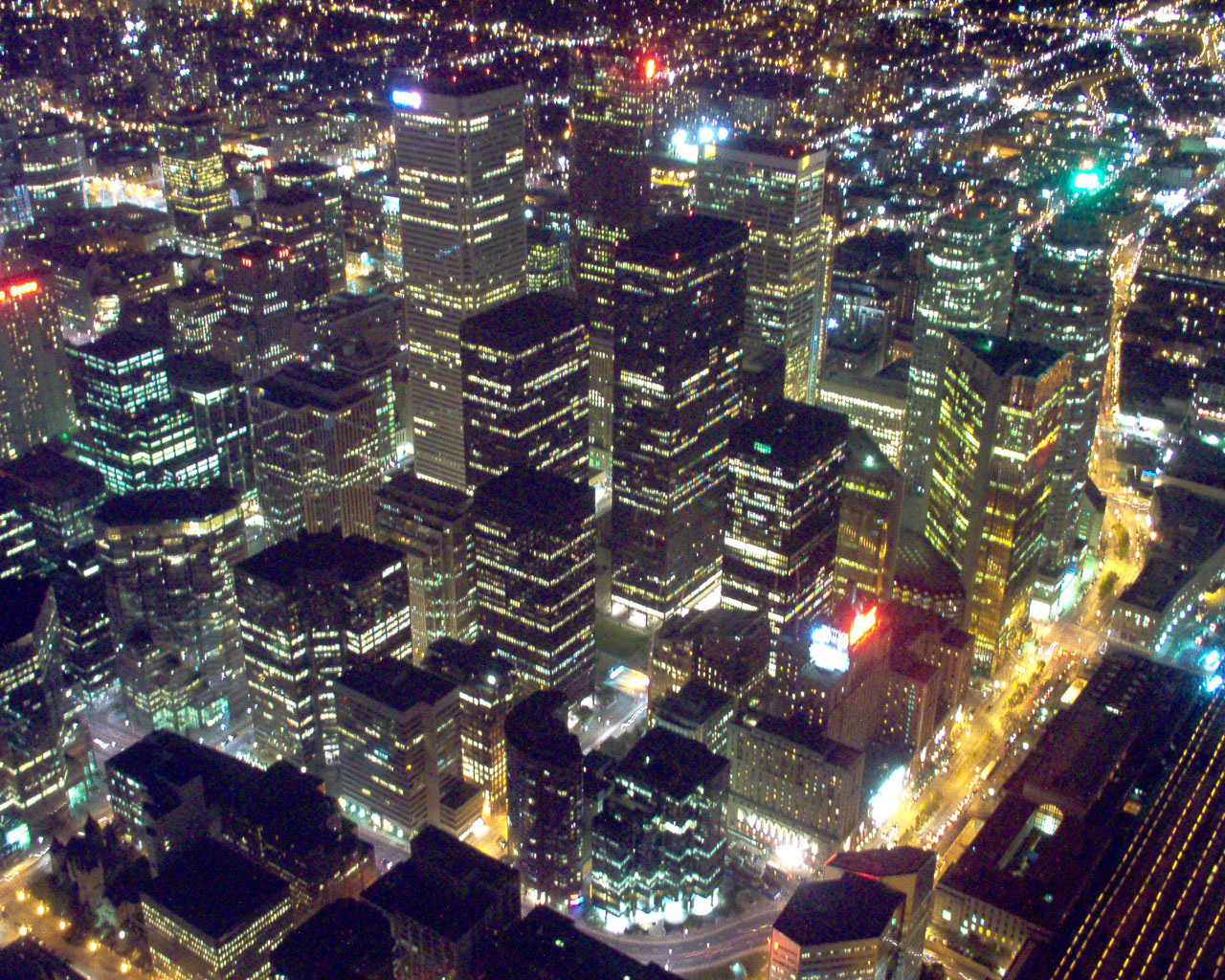
Nattlig vy över staden.

Toronto är en av de mest multikulturella städerna i världen, enligt FN. År 2004, rankade UNDP Toronto som nummer två, efter Miami, på "Lista över världens städer med högsta procentenhet för utlandsfödda invånare". Dock är Toronto mer multikulturell än Miami, eftersom de flesta som bor där är hispano. Toronto rankades också före Los Angeles, Vancouver, New York, Singapore och Sydney. Resultaten efter detta har gjort att flera etniska kvarter har uppstått i staden.
Toronto har en multikulturell mosaik. Folkräkningen 2001 bedömde att 42,8 procent av Torontos befolkning tillhör en synlig minoritet. I mars 2005 förutsade Statistics Canada att den synliga minoriteten kommer både vara en majoritet i Toronto och Vancouver år 2012.
År 1900 kom Torontos invånare främst från Storbritannien och Irland. Under 1900-talet har en stor andel invandring ändrat stadens demografi och det finns nu personer från många etniska och nationella tillhörigheter i staden. Områden som Koreatown, Malta Village, Chinatown, Little Jamaica, Little India, Greektown, Portugal Village, Corso Italia, Augusta Avenue (latino/portugisiskt), Little Mogadishu och Little Italy är några exempel på stora förändringar i invånarnas ursprung.
Religiösa tillhörigheter är romerska katoliker (33,4 procent), anglikaner (6,9 procent), United Church of Canada (6,9 procent) pingstvänner, baptister, sjundedagsadventister och Church of God (15 procent), muslimer 5,5 procent, judar 4,2 procent, hinduer (4,1 procent), sikhister (3 procent), buddhister 3 procent, rastafari mindre än 1 procent. Tolv procent av befolkningen anser sig inte ha någon tro.
Engelska är det största talade språket i Toronto, men även kinesiska, portugisiska, tamil, persiska, spanska, punjabi och italienska talas. Italienska är nummer två, efter engelska, på listan över språk talade på jobbet.

### Stad och storstadsområde

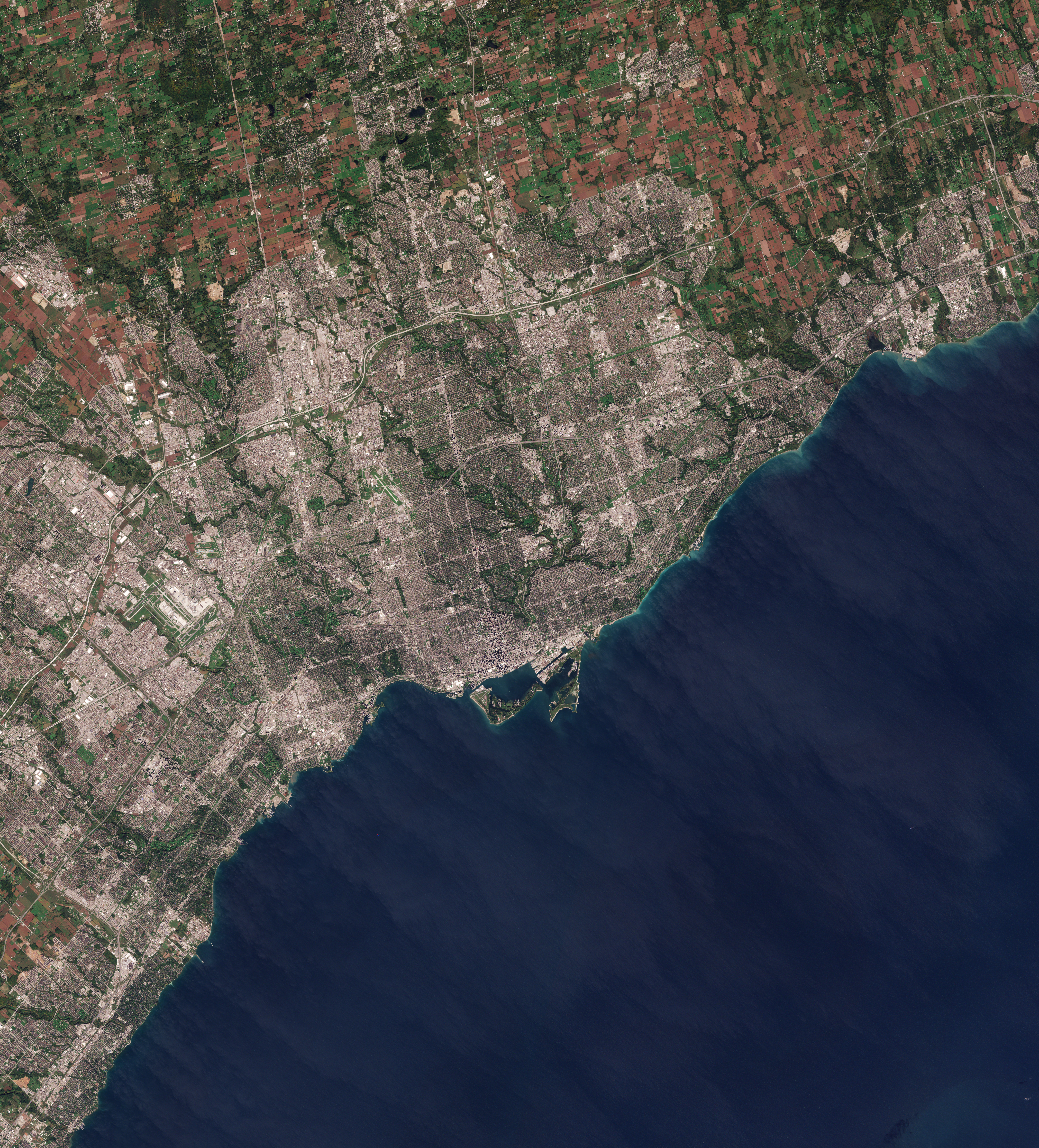
Satellitbild över Toronto tagen av Copernicus Sentinel-2 från 2018.

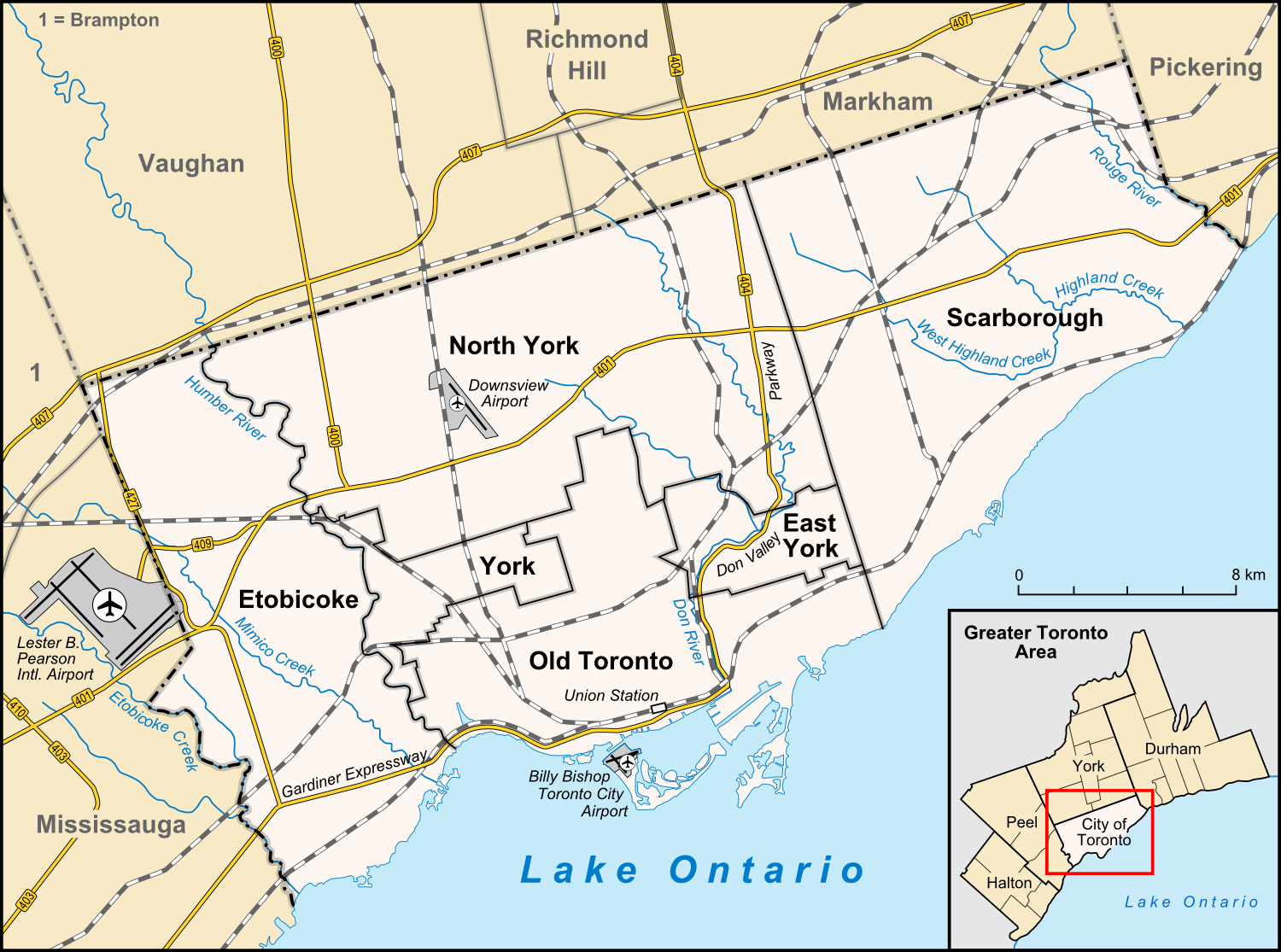
Karta över Toronto med omgivningar med gränserna för de tidigare städerna innan sammanslagningen 1998.

Dagens Toronto bildades 1998 då City of Toronto slogs samman med de fem närliggande kommunerna East York, Etobicoke, North York, Scarborough och York. Den är Kanadas största stad med 2 794 356 invånare (2021) på en yta av 631,10 km². Kommunerna som bildade dagens Toronto hade tidigare ingått i regionkommunen Metropolitan Toronto, som bildades 1954.
Torontos urbaniserade område har 6 202 225 invånare (2021) på en yta av 5 902,75 km². Detta omfattar flera stora förorter, bland annat Brampton, Markham, Mississauga, Oakville, Richmond Hill och Vaughan. Hela storstadsområdet (Toronto Census Metropolitan Area) täcker ett betydligt större område, vilket även inkluderar stora delar glesbygd, och har 6 202 225 invånare (2021) på en yta av totalt 5 902,75 km². 
Befolkningsökningen per år mellan 2016 och 2021 låg på 4,6 procent för staden, 2,3 procent för det urbaniserade området, samt 1,77 procent för hela storstadsområdet. 
Toronto är det geopolitiska Nordamerikas (norr om Mexiko) fjärde största stad, efter New York, Los Angeles och Chicago.
| Nr | Stad        | Delstat/Provins  | Stadskärna | Storstadsområde |
| -- | ----------- | ---------------- | ---------- | --------------- |
| 1  | New York    | New York, USA    | 8 143 197  | 18 818 536      |
| 2  | Los Angeles | Kalifornien, USA | 3 844 829  | 12 950 129      |
| 3  | Chicago     | Illinois, USA    | 2 842 518  | 9 505 748       |
| 4  | Toronto     | Ontario, Kanada  | 2 794 356  | 6 202 225       |
| 5  | Houston     | Texas, USA       | 2 016 582  | 5 539 949       |

## Kultur
Toronto är en stad med många museer, teatrar, gallerier, festivaler, komediklubbar, händelser och sportarrangemang. Den klassas oftast som Kanadas främsta kulturcentrum.
Staden är hem för Canadian Opera Company, den största producenten av opera i Kanada och den sjätte största i Nordamerika; och Toronto Symphony Orchestra som spelar vid Roy Thomson Hall. Den är också hem för Royal Ontario Museum, Four Seasons Centre for the Performing Arts, Torontos operahus; Hummingbird Centre, Massey Hall, Canadian National Exhibition, Ontario Science Centre, Museum of Contemporary Art, Cinematheque Ontario, Toronto Centre for the Arts och Elgin and Winter Garden Theatre. Kanadas Walk of Fame består av framgångsrika kanadensare i stjärnor framför Roy Thomson Hall, Princess of Wales Theatre, och Royal Alexandra Theatre. Ontario Place ligger på tre vackert utformade öar i Lake Ontario. Den har åkattraktioner och innehåller världens första permanenta IMAX filmteater, kallad Cinesphere.
I förstaden Vaughan 25 kilometer norr om Torontos stadskärna finns sedan 1981 nöjesparken Canada's Wonderland. 

### Media
Toronto är det engelskspråkiga Kanadas mediehuvudstad. Den är hem för två av de nationella tidningarna (The Globe and Mail och National Post), tillsammans med Toronto Star, vilken har den högsta cirkuleringen av någon annan kanadensisk tidning, tillsammans med andra dagstidningar på engelska och kinesiska. Flera TV-kanaler har också sin bas i Toronto, bland annat den nationella public service bolaget CBC. En mängd USA-finansierade långfilmer, tv-filmer och tv-serier spelas in i och kring Toronto, något som ibland benämns som "Hollywood North".

### Sport

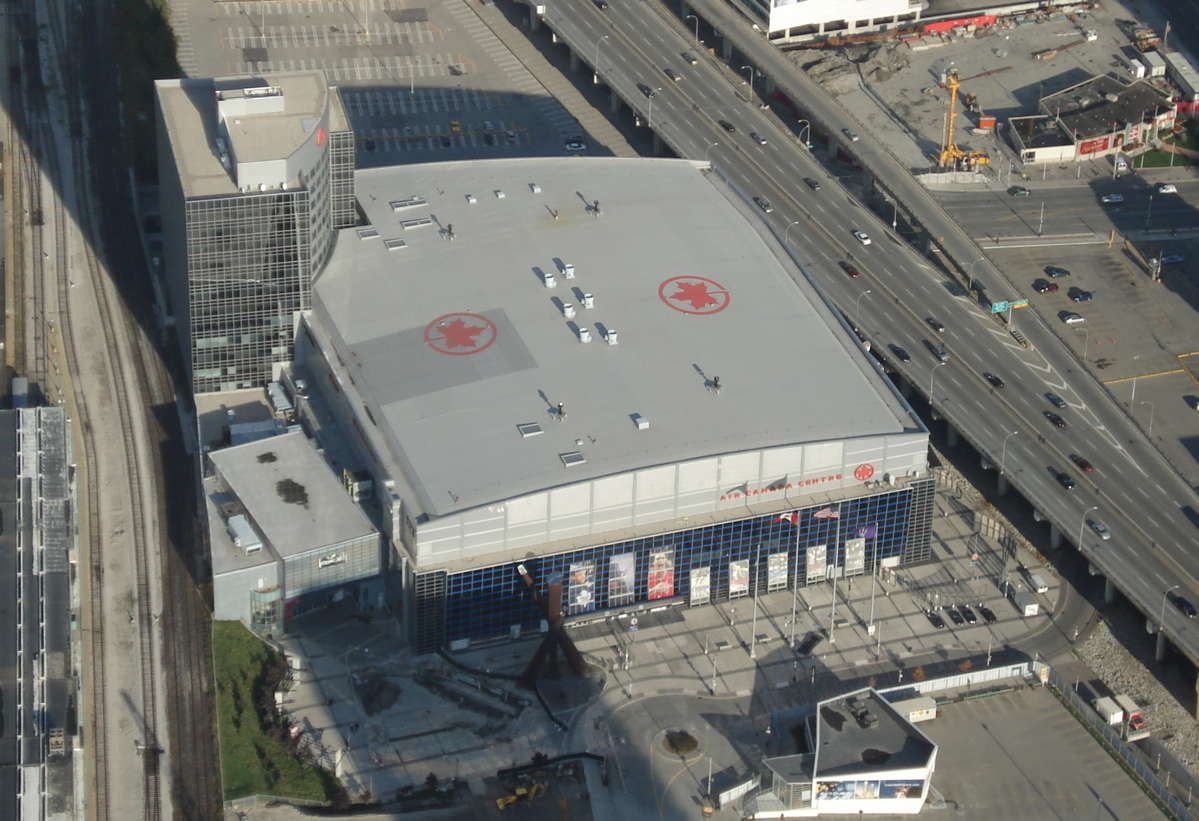
Air Canada Centre, utsikt från CN Tower.

- NHL-laget Toronto Maple Leafs (Hockey)
- AHL-laget Toronto Marlies (Hockey)
- MLB-laget Toronto Blue Jays (Baseball)
- NBA-laget Toronto Raptors (Basket)
- CFL-laget Toronto Argonauts (Kanadensisk fotboll)
- NLL-laget Toronto Rock Lacrosse (Lacrosse)
- MLS-laget Toronto FC (Fotboll)
- OWL-laget Toronto Defiant (E-sport)